# 74 av. J.-C.
Cette page concerne l'année 74 av. J.-C. du calendrier julien proleptique.

## Événements
- 22 septembre 75 av. J.-C. (1er janvier 680 du calendrier romain)  : début à Rome du consulat de Marcus Aurelius Cotta et Lucius Licinius Lucullus[1].
  - L. Quinctius, tribun de la plèbe, continue à mener l’agitation démocratique contre l’oligarchie sénatoriale et la loi judiciaire de Sylla, notamment lors du procès d’Oppianicus, et entre en conflit avec le consul Lucullus[2],[3].
- Printemps, guerre sertorienne : Metellus et Pompée, qui ont reçu le renfort de deux légions, marchent vers le centre de l'Hispanie[4] et concentrent leurs efforts sur les terres des Celtibères et des Vaccéens[5]. Pompée est obligé par Sertorius de lever le siège de Pallantia, mais prend Cauca pendant que Metellus sécurise Bilbilis et Segóbriga. À la fin de la saison militaire ils assiègent ensemble Calagurris, sans succès[6].

- 18 juin : à la suite de la mort de Zhaodi sans héritiers, le prince de Changyi Liu He est déclaré empereur de Chine ; il est déposé le 14 août suivant[7].

- Été, troisième guerre de Mithridate : Mithridate VI mobilise ses forces en vue de sa première campagne en Bithynie[8].

- 10 septembre : début du règne de Xuan, empereur de Chine de la dynastie Han (fin en 48 av. J.-C.)[7].

- Marcus Antonius lutte contre les pirates ciliciens et crétois (74-72 av. J.-C.)[9]. Jules César est capturé par ceux-ci, à hauteur de l'île de Pharmacuse, à proximité de la ville de Milet en Asie Mineure[10].
- Création des provinces romaines de Bithynie et de Cyrénaïque[11].

## Naissances
- Athénodore le Cananite, philosophe stoïcien grec.
- Lucius Varius Rufus, poète romain.

## Décès en 74 av. J.-C.
- 5 juin : Zhaodi, empereur de Chine de la dynastie Han[7].
- Aelius Stilo,  grammairien romain.